# Amato
Amato (albanès Amati) és un municipi italià, dins de la província de Catanzaro. Ocupa una superfície de 20,93 quilòmetre quadrat i tenia 793 habitants a l'1 gener 2023. És un dels municipis on viu la comunitat arbëreshë.

## Demografia
| 1861 | 1871 | 1881 | 1901 | 1911 | 1921 | 1931 | 1951 | 1961 | 1971 | 1981 | 1991 | 2001 | 2011 |
| ---- | ---- | ---- | ---- | ---- | ---- | ---- | ---- | ---- | ---- | ---- | ---- | ---- | ---- |
| 1485 | 1579 | 1523 | 1708 | 1751 | 1702 | 1837 | 2095 | 1643 | 1088 | 1068 | 1039 | 874  | 837  |

### Població estrangera
El 1 de gener de 2023 Amato registrava una xifra de 48 de ciutadans estrangers, lo 6% del total de la població, les principals nacionalitats dels quals són:
- Marroc: 44
- Nigèria: 7
- Romania: 3
- Camerun: 3

## Administració
| Període   | Identitat         | Partit                                                                     |
| --------- | ----------------- | -------------------------------------------------------------------------- |
| 1995-2004 | Giuseppe Loscerbo | llista electoral independent (de centredreta)                              |
| 2004-2014 | Giuseppe Masi     | llista electoral independent (2004-2009) Poble de la Llibertat (2009-2014) |
| 2014-2024 | Saverio Ruga      | llista electoral independent (Vivere Amato)                                |
| 2024-2029 |                   |                                                                            |